# Premio Patrick Dewaere
Il Premio Patrick Dewaere (Prix Patrick-Dewaere), in precedenza denominato Premio Jean Gabin (Prix Jean-Gabin), è un premio cinematografico assegnato annualmente da una giuria di giornalisti ad un giovane attore emergente del cinema francese o francofono.
Il premio è stato fondato nel 1981 ed è stato intitolato alla memoria dell'attore Jean Gabin fino al 2006 poi, in seguito a disaccordi tra l'organizzazione e la figlia di Gabin, Florence Moncorgé-Gabin, il premio è stato intitolato all'attore Patrick Dewaere, scomparso nel 1982.
Viene assegnato contestualmente ad un analogo premio destinato alle attrici, il Premio Romy Schneider.

## Albo d'oro

### Premio Jean Gabin

#### 1981-1989
- 1981: Thierry Lhermitte
- 1982: Gérard Lanvin
- 1983: Gérard Darmon
- 1984: François Cluzet
- 1985: Christophe Malavoy
- 1986: Tchéky Karyo
- 1987: Jean-Hugues Anglade
- 1988: Thierry Frémont
- 1989: Vincent Lindon

#### 1990-1999
- 1990: Lambert Wilson
- 1991: Fabrice Luchini
- 1992: Vincent Pérez
- 1993: Olivier Martinez
- 1994: Manuel Blanc
- 1995: Mathieu Kassovitz
- 1996: Guillaume Depardieu
- 1997: Yvan Attal
- 1998: Vincent Elbaz
- 1999: Samuel Le Bihan

#### 2000-2007
- 2000: Guillaume Canet
- 2001: José Garcia
- 2002: Benoît Poelvoorde
- 2003: Johnny Hallyday
- 2004: Loránt Deutsch
- 2005: Clovis Cornillac
- 2006: Jérémie Renier

### Premio Patrick Deweare

#### 2008-2009
- 2008: Jocelyn Quivrin
- 2009: Louis Garrel

#### 2010-2019
- 2010: Tahar Rahim
- 2011: Gilles Lellouche
- 2012: Joey Starr
- 2013: Raphaël Personnaz
- 2014: Pierre Niney
- 2015: Reda Kateb
- 2016: Vincent Lacoste
- 2017: non assegnato
- 2018: Nahuel Pérez Biscayart
- 2019: Philippe Katerine